# Anlo Youth Association
Die Anlo Youth Association (AYA) (auch: Anlo Youth Organisation) war eine politische Partei in Ghana im Unabhängigkeitsprozess des Landes.
Gegründet wurde die Partei 1954. Eine Umbenennung in Federation of Youth (FY) (auch: Federal Youth Organisation (FYO)) fand im Jahr 1956 statt. Der Namensbestandteil Anlo geht auf eine Volksgruppe der Ewe zurück. Ein Dialekt des Ewe wird als Anlo oder Anglo bezeichnet. Dabei stellen die Anlo-Ewe einen wesentlichen Bestandteil der Ewe. Die Ethnie der Ewe lebt im Südosten des heutigen Ghana und im Südwesten des heutigen Togo.

## Politische Ausrichtung
Die Anlo Youth Association wurde zu den Wahlen des Jahres 1954 durch Modesto Apaloo gegründet und operierte als Interessenvertretung der Anlo-Ewe im Südosten der damaligen britischen Kolonie Goldküste. Die Ewe waren aufgrund der kolonialen Gegebenheiten verteilt auf die britische Kolonie Goldküste und die französische Kolonie im Gebiet des heutigen Togo.
Die AYA vertrat im Gegensatz zum Togoland Congress und anderer Gruppen die Auffassung die Ewe sollten komplett an die Goldküste angeschlossen verwerden; auch unter dem Aspekt der anstehenden Eingliederung des British Trust Territories.
Bei den Wahlen des Jahres 1954 erzielte die AYA einen von 104 Sitzen in der gesetzgebenden Versammlung (Legislative Assembley). Nach der Umbenennung erzielte die Anlo Youth Association als Federal Youth Organisation bei den Wahlen vom 17. Juli 1956 zur Versammlung das gleiche Ergebnis, also einen Sitz.

## Nach der Unabhängigkeit 1957
Bald nach der Unabhängigkeit Ghanas am 6. März 1957 wurde auf Betreiben des damaligen Premierministers Kwame Nkrumah und späteren Präsidenten Ghanas ein Gesetz zur Verhinderung von Diskriminierung (Avoidence of Discrimination Act 1957, C.A. 38) erlassen. Dieses Gesetz verbot jegliche Gruppierung mit einer ethnischen, religiösen, regionalen oder ähnlichen Ausrichtung mit Wirkung ab dem 31. Dezember 1957.
Der vollständige Titel des Gesetzes lautete:
Gesetz über das Verbot von Organisationen, die zur Propaganda die Zugehörigkeit zu einem Stamm, einer Region, einer Rasse oder einer Religion verwenden oder nutzen zum Nachteil einer Gemeinschaft oder um die Wahl von Personen aufgrund deren Zugehörigkeit zu einem Stamm, einer Region oder Religion oder ähnliche Zwecke zu sichern. (engl.: An Act to prohibit organizations using or engaging in tribal, regional, racial and religious propaganda to the detriment of any community, or securing the election of persons on account of their tribal, regional or religious affiliations and for other purpuse connected therewith.)
Die Anlo Youth Association bzw. die Federation of Youth fiel aufgrund des deutlichen Bezuges zum Stamm der Ewe unter das Gesetz und wurde so quasi über Nacht zu einer illegalen Gruppierung, obwohl sie im Parlament seit dein Wahlen 1954 vertreten war. Betroffen waren unter anderem die Parteien Muslim Association Party (MAP), Togoland Congress, Northern Peoples’ Party und andere Organisationen wie auch Ga Shifimo Kpee.

## AYA – United Party
Um einem Parteienverbot aus dem Weg zu gehen, schlossen sich verschiedene Parteien Anfang 1958 zur United Party (Ghana) zusammen. Die UP setzte sich zusammen aus folgenden Parteien und Gruppierungen:
- National Liberation Movement (NLM)
- Anlo Youth Association (AYA)
- Togoland Congress (TC)
- Northern Peoples’ Party
- Muslim Association Party
- Ga Shifimo Kpee

Mit der Gründung der UP existierte offiziell die AYA nicht mehr. Neben der Nachfolgepartei United Party bestand in Ghana lediglich die Partei Nkrumahs, die Convention People’s Party (CPP) ab 1958.